# Francisco Daniel Rivera Sánchez
Francisco Daniel Rivera Sánchez MSpS (* 15. Oktober 1955 in Guadalajara; † 18. Januar 2021 ebenda ) war ein mexikanischer Ordensgeistlicher, Generaloberer der Missionare vom Heiligen Geist und römisch-katholischer Weihbischof in Mexiko-Stadt.

## Leben
Francisco Daniel Rivera Sánchez erwarb zunächst einen Abschluss in öffentlicher Buchhaltung und trat 1977 der Ordensgemeinschaft der Missionare vom Heiligen Geist bei. Nach dem Philosophiestudium in Guadalajara studierte er an der Päpstlichen Universität Gregoriana Theologie. 1985 legte er die ewige Profess ab. Am 12. August 1988 empfing er das Sakrament der Priesterweihe und ging anschließend nach Spanien.
Nach der Priesterweihe war er in einer von seinem Orden betreuten Pfarrei in Madrid tätig. Während dieser Zeit studierte er an der Päpstlichen Universität Salamanca und erwarb das Lizenziat in Pastoraltheologie. Von 1989 bis 1994 war er in Mailand in der Pfarrseelsorge tätig und anschließend bis 1999 Oberer der Mailänder Theologengemeinschaft. Von 2000 bis 2004 leitete er ein Freiwilligenzentrum und war anschließend bis 2010 Provinzialrat und Ökonom der Ordensprovinz in Guadalajara. Von 2010 bis 2016 war er Provinzial der Ordensprovinz Guadalajara und seit 2016 Generalsuperior der Missionare vom Heiligen Geist.
Am 25. Januar 2020 ernannte ihn Papst Franziskus zum Titularbischof von Aradi und zum Weihbischof in Mexiko-Stadt. Der Erzbischof von Mexiko-Stadt, Carlos Kardinal Aguiar Retes, spendete ihm und den mit ihm ernannten Weihbischöfen Luis Pérez Raygosa und Héctor Mario Pérez Villareal am 19. März desselben Jahres die Bischofsweihe. Der Weihegottesdienst in der Basilika Unserer Lieben Frau von Guadalupe in Mexiko-Stadt fand wegen der COVID-19-Pandemie weitgehend unter Ausschluss der Öffentlichkeit statt. Kardinal Aguiar Retes ernannte ihn im Anschluss an die Weihe zum Bischofsvikar für den Klerus.
Francisco Daniel Rivera Sánchez starb nach 21 Tagen intensivmedizinischer Betreuung im Alter von 65 Jahren nach einer SARS-CoV-2-Infektion.